# Хоргос (река)
Хорго́с (каз. Қорғас) — река в Казахстане и Синьцзян-Уйгурском автономном районе Китая, правый приток реки Или бассейна озера Балхаш. С 12 февраля 1881 года (Договор об Илийском крае) Хоргос является пограничной рекой, формируя границы сначала между Российской империей и империей Цинь, затем между СССР и КНР, и, после 1991 года, между Казахстаном (Алматинская область) и КНР (СУАР). Выбор реки в качестве границы был неслучайным. Летом Хоргос полноводен в связи с таянием ледников и далеко не везде проходим вброд даже несмотря на то что в конусе своего выноса река неоднократно разбивается на рукава, часть которых растекается далеко в стороны, пропадая в окружающих низовья реки песках Каракум, либо застаиваясь в тростниковых затонах. На реке расположено несколько небольших но интенсивно развивающихся за счёт своего приграничного положения населённых пунктов, главный из которых — Хоргос, в котором расположены таможня и погранзастава РК.
Площадь водосборного бассейна — 1310 км². Высота истока — 2219 м над уровнем моря. Высота устья — 533 м над уровнем моря.

## Гидрография
Река начинается на границе Казахстана и Китая, в высокогорном стыке хребтов Джунгарский Алатау и Боро-Хоро. Течёт в южном направлении. Ближе к устью течение реки замедляется и русло расширяется. Проведено несколько каналов вблизи сёл Баскуншы и Алмалы. На побережье реки располагаются пастбища. У Хоргоса есть три основных притока: Казанколь, Басколь и Казантау. Питание ледниковое, снеговое, в меньшей степени дождевое и подземное. Крупнейшим в бассейне Хоргоса является ледник Войекова. Длина реки около 180 км, из них порядка 160 км — граница между Казахстаном и КНР.
Река Хоргос образует широкую и крайне селеопасную долину. Источниками селей являются многочисленные (свыше 20) высокогорные озера, самое известное из которых называется озеро № 2 Капкан. 18-19 мая 2011 во время паводка расход воды в реке достиг 83 кубометров в секунду, хотя в среднем обычно составляет 16,5 м³/с. «Казселезащита» вынуждена вести постоянное наблюдение за гидрографией реки во избежания катастроф. В последние годы Казахстан и КНР ведут переговоры относительно водораспределения, строительства гидроузла «Достык», селеоградительных дамб, возведения мостов, наблюдения за экологическим состоянием реки и прочего.
На реке расположены Хоргосские горячие источники.